# Scarecrow (filme de 1973)
Scarecrow é um filme estadunidense de 1973 do gênero drama e realizado por Jerry Schatzberg, que traz Gene Hackman e Al Pacino nos papéis principais. O roteiro é de Garry Michael White, e a produção ficou por conta de Robert M. Sherman.

## Elenco
- Gene Hackman (Max)
- Al Pacino (Lion)
- Dorothy Tristan (Coley)
- Ann Wedgeworth (Frenchy)
- Richard Lynch (Riley)
- Eileen Brennan (Darlene)
- Penelope Allen (Annie)
- Richard Hackman (Mickey)
- Al Cingolani